# Równanie szlifierzy soczewek
Równanie szlifierzy soczewek – równanie opisujące zależność ogniskowej soczewki sferycznej od promieni krzywizn jej powierzchni.

## Postać ogólna równania
Ogniskową {\displaystyle f} soczewki sferycznej o promieniach krzywizn równych {\displaystyle R_{1}} oraz {\displaystyle R_{2}} oraz o grubości {\displaystyle D,} wykonanej z materiału o współczynniku załamania {\displaystyle n} można wyrazić za pomocą wzoru:
{\displaystyle {\frac {1}{f}}=\left({\frac {n}{n_{0}}}-1\right)\left[{\frac {1}{R_{1}}}+{\frac {1}{R_{2}}}+\left({\frac {n_{0}}{n}}-1\right){\frac {D}{R_{1}R_{2}}}\right],}
gdzie {\displaystyle n_{0}} jest współczynnikiem załamania materiału otoczenia soczewki.
Równanie jest całkowicie czułe na znaki zawartych w nim wielkości (tzn. różne znaki {\displaystyle R_{1}} i {\displaystyle R_{2}} skutkują poprawnym znakiem {\displaystyle f}). Promienie {\displaystyle R_{1}} i {\displaystyle R_{2}} uznaje się za dodatnie, kiedy soczewka jest z danej strony wypukła oraz za ujemne dla powierzchni wklęsłych.

## Uproszczenia równania

### Cienka soczewka
W przypadku cienkiej soczewki można przyjąć {\displaystyle D\approx 0} i powyższe równanie upraszcza się do:
{\displaystyle {\frac {1}{f}}=\left({\frac {n}{n_{0}}}-1\right)\left({\frac {1}{R_{1}}}+{\frac {1}{R_{2}}}\right).}

#### Soczewka w powietrzu
W powietrzu {\displaystyle n_{0}\approx 1,} przez co wzór upraszcza się do:
{\displaystyle {\frac {1}{f}}=(n-1)\left({\frac {1}{R_{1}}}+{\frac {1}{R_{2}}}\right).}
W dalszych rozważaniach przyjęto właśnie powyższą postać wzoru.

#### Różne cienkie soczewki sferyczne
Poniżej przedstawiono uproszczone wzory opisujące różne rodzaje soczewek sferycznych. Dla ułatwienia czytelności i użycia, promienie krzywizn przedstawiono w postaci ich wartości bezwzględnych. Tak więc znak stojący po znaku równości jest równocześnie znakiem ogniskowej soczewki.
| Rodzaj soczewki sferycznej | Warunek                                                               | Postać wzoru                                                       |
| -------------------------- | --------------------------------------------------------------------- | ------------------------------------------------------------------ |
| Symetrycznie dwuwypukła    | {\displaystyle {\begin{cases}R_{1}=R_{2}=R\\R>0\end{cases}}}          | {\displaystyle {\frac {1}{f}}={\frac {2}{\|R\|}}\left(n-1\right)}  |
| Symetrycznie dwuwklęsła    | {\displaystyle {\begin{cases}R_{1}=R_{2}=R\\R<0\end{cases}}}          | {\displaystyle {\frac {1}{f}}=-{\frac {2}{\|R\|}}\left(n-1\right)} |
| Płasko-wypukła             | {\displaystyle {\begin{cases}R_{1}=\infty \\R_{2}=R\\R>0\end{cases}}} | {\displaystyle {\frac {1}{f}}={\frac {1}{\|R\|}}\left(n-1\right)}  |
| Płasko-wklęsła             | {\displaystyle {\begin{cases}R_{1}=\infty \\R_{2}=R\\R<0\end{cases}}} | {\displaystyle {\frac {1}{f}}=-{\frac {1}{\|R\|}}\left(n-1\right)} |

### Soczewka kulista
W mikro-optyce stosuje się niekiedy soczewki mające postać kul. Wtedy {\displaystyle R_{1}=R_{2}=D/2=R} i równanie szlifierzy przyjmuje postać:
{\displaystyle {\frac {1}{f}}={\frac {2}{R}}{\frac {n-n_{0}}{n}},}
zaś w powietrzu:
{\displaystyle {\frac {1}{f}}={\frac {2}{R}}{\frac {n-1}{n}}.}

## Zastosowanie
Równanie szlifierzy soczewek jest powszechnie używane w produkcji przyrządów optycznych ze względu na jego przejrzystość oraz prostotę pomiaru wymaganych wielkości.
Wzór ten jest jednak jedynie przybliżeniem, które nie uwzględnia grubości soczewki oraz zjawisk optycznych z nią związanych. W rzeczywistości bowiem, propagacja światła wewnątrz soczewki ma wpływ na jej ogniskową. Wzór zakłada również perfekcyjną jednolitość materiału, z którego została wykonana soczewka.
W pracy teoretycznej, użycie wzoru pozwala (ze względu na prostotę jego przekształceń i uproszczeń) na stosunkowo łatwe opisanie krzywizny soczewki lub współczynnika załamania danego materiału oraz ich zależności od położenia ogniska soczewki.